# نويل ماكلوكين
نويل ماكلوكين (بالإنجليزية: Noel McLoughlin)‏ هو لاعب هوكي الجليد أسترالي، ولد في 15 سبتمبر 1929.

## وصلات خارجية
- نويل ماكلوكين على موقع EliteProspects.com (الإنجليزية)
- نويل ماكلوكين على موقع أوليمبيديا (الإنجليزية)
- نويل ماكلوكين على موقع اللجنة الأولمبية الأسترالية (الإنجليزية)